# NGC 4034
NGC 4034 је спирална галаксија у сазвежђу Змај која се налази на NGC листи објеката дубоког неба.
Деклинација објекта је + 69° 19' 26" а ректасцензија 12h 1m 29,6s. Привидна величина (магнитуда) објекта NGC 4034 износи 13,6 а фотографска магнитуда 14,3. NGC 4034 је још познат и под ознакама UGC 7006, MCG 12-11-44, CGCG 335-2, CGCG 334-58, PGC 37935.